# Porina elegantula
Porina elegantula är en lavart som beskrevs av Müll. Arg. Porina elegantula ingår i släktet Porina och familjen Porinaceae.   Inga underarter finns listade i Catalogue of Life.